# El Toro
|  | Per a altres significats, vegeu «Toro (desambiguació)». |

El Toro és un municipi valencià de la comarca de l'Alt Palància. Limita, dins de la mateixa comarca, amb Barraques, Toràs, Begís, Sacanyet i Pina. A més, limita amb les localitats aragoneses d'Abejuela, Manzanera i Albentosa, a la província de Terol. El nom de la vila del Toro es fonamenta en els radicals preromans "tor" o "tar" que derivarien en «turris» (torre) i «torus» (turó).

## Geografia
El terme municipal, el segon més gran de la comarca, abasta dos espais diferenciats. Una part del terme és un altiplà que, amb una altura aproximada d'uns mil metres, és una prolongació de les planes del sud de Terol. L'altra part del terme està situada en la coneguda com a Serra del Toro, que es conforma com una prolongació de la serra de Javalambre i presenta muntanyes elevades, en alguns casos per damunt dels 1.600 m. És per això que es tracta d'un dels punts més freds del País Valencià.
El riu Palància naix dintre del seu terme municipal en la serra del Toro, a uns 1.600 metres d'altitud.
A causa de les característiques físiques de la localitat, l'entorn natural és un dels millor conservats de tot el país. Per eixe motiu es va declarar paratge natural municipal el Pozo Junco, així com monument natural el naixement del riu Palància.

## Història

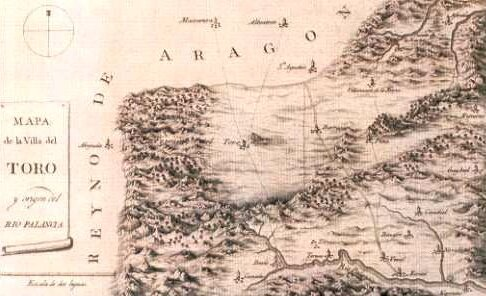
Mapa del de El Toro

Una de les primeres referències a la població ens remet a l'assentament iber (250 aC) a la Penya de las Majadas. El 28 de novembre de 1260, Jaume I (1208-276) atorgà privilegi als pobladors, moros i cristians, de drets i franquícies, que foren confirmats pel rei Martí l'Humà (1356- 1410) el 20 de febrer de 1403. Va pertànyer al senyoriu de Xèrica fins a extingir-se la seua línia successòria, moment en què va tornar a la Corona, llavors en la persona de Pere IV el Cerimoniós (1319-1387). En 1432 Francesc Zarzuela (tresorer d'Aragó) li la va comprar a Francesc Requesens, que poc abans li l'havia adquirit a en Joan de Navarra. Francesc Zarzuela, net, li la va vendre a son germà Miquel; i en 1537 va ser venuda al duc de Calàbria, Ferran d'Aragó, qui va deixar-la en herència en 1550 a favor dels monjos jerònims del monestir de Sant Miquel dels Reis, que van regir-la fins a la desamortització del segle xix (1837) en què passà a ser vila lliure. Fou testimoni, pel vèrtex de la Penya Salada, de la guerra civil de 1936-39.

## Demografia
| 1900  | 1910  | 1920  | 1930  | 1940 | 1950 | 1960 | 1970 | 1981 | 1991 | 2000 | 2005 | 2007 |
| ----- | ----- | ----- | ----- | ---- | ---- | ---- | ---- | ---- | ---- | ---- | ---- | ---- |
| 1.201 | 1.161 | 1.181 | 1.037 | 968  | 922  | 722  | 424  | 335  | 294  | 336  | 284  | 292  |

## Economia
Tradicionalment, el Toro ha tingut una economia basada fonamentalment de la massa forestal, i hui dia ha sabut traure profit dels seus encants paisatgístics amb l'explotació del turisme de muntanya. A més, la seua proximitat amb nuclis de població importants com ara València, Castelló de la Plana o Sagunt, la convertixen en un lloc de segona residència on proliferen les urbanitzacions. També és important en el municipi la producció de trufa o tòfona: al voltant del conreu d'este fong, el Toro celebra anualment unes Jornades on participen tècnics i productors de tot el País Valencià, Espanya i Europa.

## Llocs d'interés i monuments
- Naixement del riu Palància. Monument natural.
- Pozo Junco. Paratge Natural Municipal.
- Barranc del Sahuquillo, micro-reserva de flora.
- Estret del Cascajar, micro-reserva de flora.
- La Pericona, micro-reserva de flora.

### Monuments religiosos

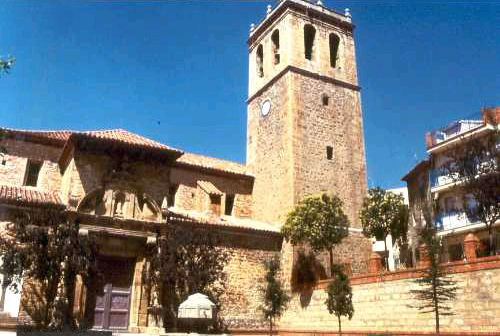
Església de Nostra Senyora dels Àngels

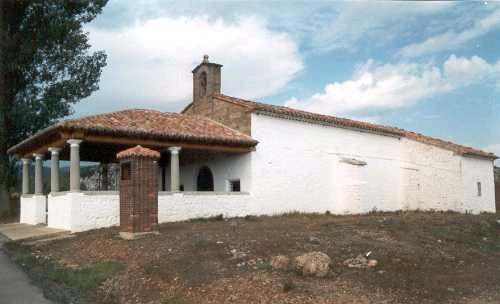
Ermita de Sant Roc

Església de Nostra Senyora dels ÀngelsDel segle xvii, oferix un cert influx jesuític amb un alçat d'una sola nau, capelles laterals, pilars de capitell toscà i volta de canó amb llunetes, així com esgrafiats abundants. Conserva creu parroquial gòtica de tres tallers valencians, així com alguns altars del segle xvii amb pintures. Destaca la decoració ornamental del sotocor, amb pintura mural amb temàtica vegetal, cignes i calze eucarístic. Conserva també restes de taulelleria d'època. La portada als peus, d'arc de llinda, està encegada i presenta un frontó trencat del segle xvii. En el costat de l'epístola s'observa una portada amb data de 1695. Té una torre adossada a l'absis, de tres cossos i rematada.
Església fortificada de Sant Miquel(antiga de Santa Maria). Dels segles xii i xiii, construïda en estil romànic. Està constituïda en una sola nau amb limitades dimensions i és un exemple de les construccions primàries de reconquesta. Entre el segle xiv i XV va anar adquirint ornaments i riquees, amb la reforma del vell sostre de fusta en dos aiguavessos i la dotació de voltes de creueria. Més tard es va consagrar com a ermita de Sant Miquel, sofrint lamentables destrosses en les guerres carlistes del segle passat i en la Guerra Civil espanyola. El temple primitiu manté les quatre grans parets i els contraforts originals. En el seu interior s'aprecien diverses fornícules i l'entrada principal dista de la torrassa uns cent metres, observant-se una altra lateral, més petita, com a pas secundari. En la contornada hi han restes de murs menors, i s'ha constatat l'existència d'un cementeri i un pou de neu.
Ermita de Sant RocDel segle xiv. És una interessant mostra d'arquitectura popular muntanyenca, bastida en el segle xiv i modificada en 1603. Fon rehabilitada en 1991.

### Monuments civils

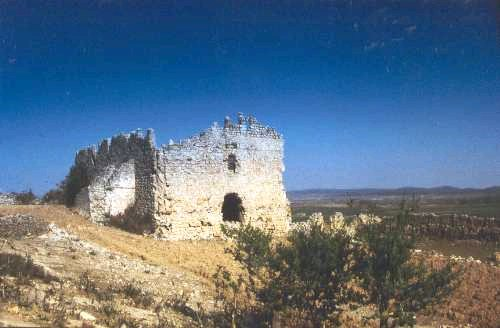
Castell

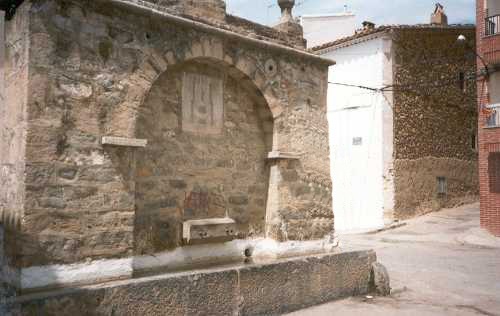
Font del Járiz

AjuntamentDel segle xvi. D'estil gòtic, presenta un interessant pòrtic de tres arcs de mig punt i columnes dòriques.
Castell de El ToroFortalesa de planta irregular, que inclou l'ermita de Sant Miquel en el seu interior. El seu objectiu era la defensa de la població a causa del seu caràcter fronterer. Amb el temps, la població va anar abandonant el recinte per a anar assentant-se en el pla pròxim a la ubicació de la població actual. Disposava d'un extens recinte emmurallat i encara que és possible l'existència d'alguna construcció creada per a repel·lir les invasions bàrbares, la major part d'ell és d'època medieval. És destacable la torre de l'homenatge, de planta quadrada amb cantons reforçats amb carreus.
Font del JárizDe finals del segle xviii. La font està realitzada en pedra negra de carreus i el seu perfil recorda un dels portals d'una possible muralla, que controlaria l'accés a la població, protegint la vila medieval d'atacs inesperats. En ella s'observa un relleu de l'escut del Toro i un ample abeurador que van utilitzar les cavalleries.
Pont MedievalAmb un possible origen romà, està situat als afores del nucli urbà, en el paratge del Molinete en el camí que va cap a Begís i Toràs.
NeveresDels segles xviii i xix. S'utilitzaven per a comerciar amb la neu i el gel. En el terme municipal s'han localitzat les tres següents: Nevera Profunda, Nevera Alta en la zona del Pozo Junco, Nevera Cerrito en el Castell.

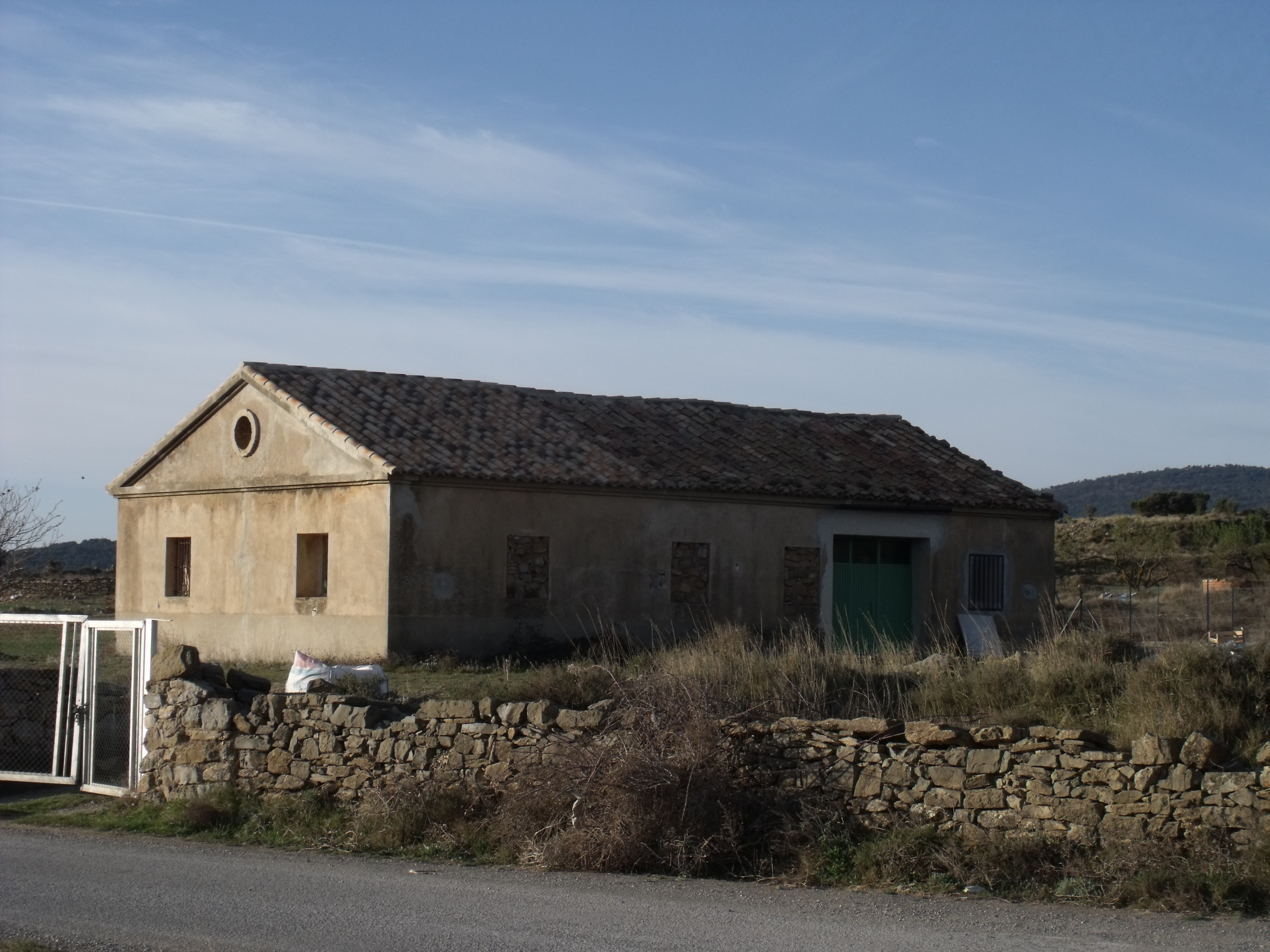
Edifici de l'antic aeròdrom.

Trinxera, refugis, polvorí i aeròdrom de la Guerra Civil

## Festes i celebracions
- Festa Siega y Trilla. Celebració on s'observen les tradicions ancestrals i útils del camp. Mostra d'indumentàries, artesania i maquinària amb esmorzar típic. Entre juliol i agost.
- Sant Antoni. El 17 de gener.
- Festes patronals. En honor de la Verge de l'Assumpció i Sant Roc, a partir del 16 d'agost.
- Setmana Santa.